# Condado de Gibson (Indiana)
El condado de Gibson (en inglés: Gibson County), fundado en 1813, es uno de 92 condados del estado estadounidense de Indiana. En el año 2008, el condado tenía una población de 42 100 habitantes y una densidad poblacional de 31 personas por km². La sede del condado es Princeton. El condado recibe su nombre en honor a John Gibson. 

## Historia
El condado de Gibson fue fundado el 7 de abril de 1813 en honor al Secretario del Territorio de Indiana John Gibson de partes del condado de Knox. El 8 de abril de 2008, a las 4:37:00am CDT (9:37:00 UTC) ocurrió un seísmo de magnitud 5.2 en la Zona sísmica del Valle Wabash a una profundad de 11.6 km. Fue centrado cerca de West Salem, Illinois y Mount Carmel, específicamente en las coordenadas 38.450°N, 87.890°W. Debido a su proximidad, el condado de Gibson fue el más afectado por el temblor, y es considerado como uno de los seísmos más fuertes en ocurrir en el estado.

## Geografía
Según la Oficina del Censo, el condado tiene un área total de 1360 km², de la cual 1340 km² es tierra y 20 km² (2.06%) es agua.

### Condados adyacentes
- Condado de Knox (norte)
- Condado de Pike (noreste y este)
- Condado de Warrick (sureste)
- Condado de Vanderburgh (sur)
- Condado de Posey (suroeste)
- Condado de White, Illinois (oeste)
- Condado de Wabash, Illinois (noroeste)

## Demografía
Según la Oficina del Censo en 2000, los ingresos medios por hogar en el condado eran de $38 290 y los ingresos medios por familia eran $$44 865. Los hombres tenían unos ingresos medios de $32 602 frente a los $32 602 para las mujeres. La renta per cápita para el condado era de $17 ,950. Alrededor del 7.60% de la población estaban por debajo del umbral de pobreza.

## Transporte

### Principales autopistas
- Interestatal 64
- Interestatal 69*
- Interestatal 164
- U.S. Route 41
- Ruta Estatal de Indiana 56
- Ruta Estatal de Indiana 57
- Ruta Estatal de Indiana 64
- Ruta Estatal de Indiana 65
- Ruta Estatal de Indiana 68
- Ruta Estatal de Indiana 165
- Ruta Estatal de Indiana 168
- Ruta Estatal de Indiana 357

## Municipalidades

### Ciudades
- Oakland City (47660)
- Princeton (47670)

### Pueblos
- Buckskin (47647)
- Fort Branch (47648)
- Francisco (47649)
- Haubstadt (47639)
- Hazleton (47640)
- Mackey (47654)
- Owensville (47665)
- Patoka (47666)
- Somerville (47683)

### Áreas no incorporadas
| - Baldwin Heights * - Buena Vista (Giro) - Crawleyville - Calamity - Dongola - Douglas - Durham - East Mount Carmel | - Gray Junction - Gudgel - Hickory Ridge (Hickory) - Johnson - Kings Station (Kings) - Lyles Station - Mount Olympus - Mounts | - Northbrook Hills * - Oak Hill - Port Gibson - Saint James - Skelton - Snake Run - Warrenton - Wheeling (Kirkville) |

### Municipios
El condado de Gibson está dividido en 10 municipios:
| - Barton - Center - Columbia - Johnson - Montgomery | - Patoka - Union - Wabash - Washington - White River |